# Castiglione in Teverina
Castiglione in Teverina is een gemeente in de Italiaanse provincie Viterbo (regio Latium) en telt 2306 inwoners (31-12-2004). De oppervlakte bedraagt 20,0 km², de bevolkingsdichtheid is 113,28 inwoners per km².
De volgende frazioni maken deel uit van de gemeente: Sermugnano, Vaiano.

## Demografie
Castiglione in Teverina telt ongeveer 989 huishoudens. Het aantal inwoners daalde in de periode 1991-2001 met 2,6% volgens cijfers uit de tienjaarlijkse volkstellingen van ISTAT.
| Jaar | Inwoneraantal |
| ---- | ------------- |
| 1991 | 2321          |
| 2001 | 2261          |

## Geografie
De gemeente ligt op ongeveer 228 m boven zeeniveau.
Castiglione in Teverina grenst aan de volgende gemeenten: Bagnoregio, Civitella d'Agliano, Lubriano, Orvieto (TR).